# Csemez Attila
Csemez Attila (születési nevén Tóth Attila; Győr, 1945. március 17.– ) magyar táj- és kertépítészmérnök, városépítő mérnök.

## Élete
Apai ágon felmenői nagyobbrészt gazdálkodók voltak, anyai ági ősei között pedig többen is jogászként dolgoztak. Apja földbirtokos, kisnemes volt, anyja kertészeti tanintézetet végzett; a növények szeretetét tőle örökölte és őt követve választotta életpályájának a kertészetet.
1963-ban érettségizett az Állami Árpád Gimnáziumban, majd a Kertészeti Egyetem Táj- és kertépítészeti Szakán szerzett egyetemi diplomát, 1968-ban. Végzés után a Vízügyi Tervező Vállalat (VIZITERV) talajvédelmi osztályának segédtervezőjeként kezdte a pályáját, majd 1970–1975 között kutatási feladatokat látott el Mőcsényi Mihály professzor mellett. 1975-től 1979-ig a drezdai műszaki egyetem tájépítészeti intézetének aspiránsa volt, majd hazatérve a Kertészeti és Élelmiszeripari Egyetem Tájrendezési Tanszékének kutatási tanszékvezető-helyettese lett. 1980-ban szerzett kandidátusi fokozatot, műszaki tudományok terén; a Budapesti Műszaki Egyetem Városgazdálkodási Szakán pedig okleveles városépítő-városgazdálkodási szakmérnöki képesítést is szerzett.
1983-ban lett először a Kertészeti és Élelmiszeripari Egyetem Tájrendezési Tanszékének vezetője, majd az önálló Táj- és Kertépítészeti Kar megalakítását követően, 1992-től a Tájtervezési és Területfejlesztési Tanszék vezetője; e tisztségét 2012-ig látta el. Közben, 2003-ban megszerezte az akadémiai doktori címet, a multidiszciplináris agrártudományok területén, 2006–2012 között pedig a Tájépítészeti Kar dékánja volt.

## Szakmai tevékenysége
Az ő nevéhez fűződik hazánkban a tájértékelési eljárások kidolgozása és egyedi tájértékek meghatározása. Számos táj- és területrendezési terv és tanulmány, valamint környezeti hatásvizsgálat készítője volt, több települési tervtanácsnak, köztük a főváros és a közép-magyarországi régió tervtanácsának is a tagja. Sokat foglalkozott a Dunakanyarral, ezen belül az 1980-as években a végül nem megvalósult nagymarosi vízlépcsőnek a tájba történő megfelelő beillesztésével.
1985 óta szakbizottsági tagja a Tájépítészek Nemzetközi Szövetségének, tagja a Magyar Kertépítészek és Tájrendezők Szövetségének, a Magyar Építész Kamarának és a Magyar Urbanisztikai Társaságnak. 1992 óta alelnöke a Guckler Károly Természetvédelmi Alapítvány kuratóriumának, 1993-tól pedig a HUNGIS, majd a HUNAGI Alapítvány kuratóriumának oktatási felelőse.

## Díjai
- Pro Urbe Aranyérem, Budapest (1989)
- Pro Regio-díj (1997)
- Ormos Imre-emlékérem (2003)
- Mőcsényi Mihály-díj (2022)

## Magánélete
Szabad idejében előszeretettel foglalkozik teljesítménytúrázással; 2007-ben negyvennél több ilyen túrán vett részt, egy alkalommal pedig – 63 évesen – 16 órán belül teljesítette a Kinizsi Százas elnevezésű teljesítménytúrát, az első ötven versenyző között érve célba.